# Wasabi
Wasabi (ワサビ sau わさび (山葵), în latină Wasabia japonica sau Eutrema japonicum) este o plantă din familia Brassicaceae, familie în care sunt incluse și varza, hreanul și muștarul. Mai este cunoscut și ca hrean japonez, deși hreanul este o cu totul altă plantă (acesta este însă adesea folosit ca substituent pentru wasabi). Wasabi este folosit cel mai adesea sub formă de sos, fiind asociat în special cu sushi, dar și cu alte preparate, conferindu-le un gust picant și potențându-le aromele. Rădăcina este folosită drept  condiment și are o iuțime ce se aseamănă mai degrabă cu cea a muștarului decât cu cea a capsaicinei din ardeii iuți, producând vapori ce stimulează căile nazale mai mult decât mugurii gustativi ai limbii. Iritația căilor nazale provocată de wasabi dispare relativ repede comparat cu cea provocată de ardeiul iute. Planta crește în natură pe malul apelor din văile munților Japoniei. Cele mai întâlnite varietăți ale plantei de pe piață sunt E. japonicum 'Daruma' și 'Mazuma', dar există multe altele. Folosirea acestei plante în bucătărie datează din cele mai vechi timpuri; wasabi a început să fie apreciat în prefectura Nara, ca apoi să fie folosit în lumea întreagă începând cu anii '90.

## Utilizare
Rădăcina de wasabi este comercializată în stare crudă sau gata prelucrată sub formă de pastă. Frunzele proaspete de wasabi sunt și ele comestibile și păstrează într-o anumită măsură gustul și iuțeala specifică rădăcinii. Se pot consuma murate peste noapte în oțet cu sare sau fierte și servite cu sos de soia. Wasabi este servit împreună cu sosul de soia ca condiment alături de sushi sau sashimi. Uneori wasabi și sosul de soia se amestecă formând un sos numit „wasabi-joyu”.
Praful de wasabi se folosește uneori presărat pe diverse legume, alune sau boabe de soia, împreună cu sare și zahăr, care mai apoi sunt prăjite în ulei și servite ca și aperitiv.
În unele restaurante de înaltă clasă, pasta de wasabi este pregătită imediat ce clientul își comandă farfuria de sushi și este făcută folosind o răzătoare pentru a mărunți rădăcina; odată preparată, pasta își pierde gustul în aproximativ 15 minute dacă nu este depozitată într-un tub închis etanș. La prepararea de sushi, bucătarii pun de obicei wasabiul între pește și orez pentru a-i păstra aroma și iuțeala până ce este servită.

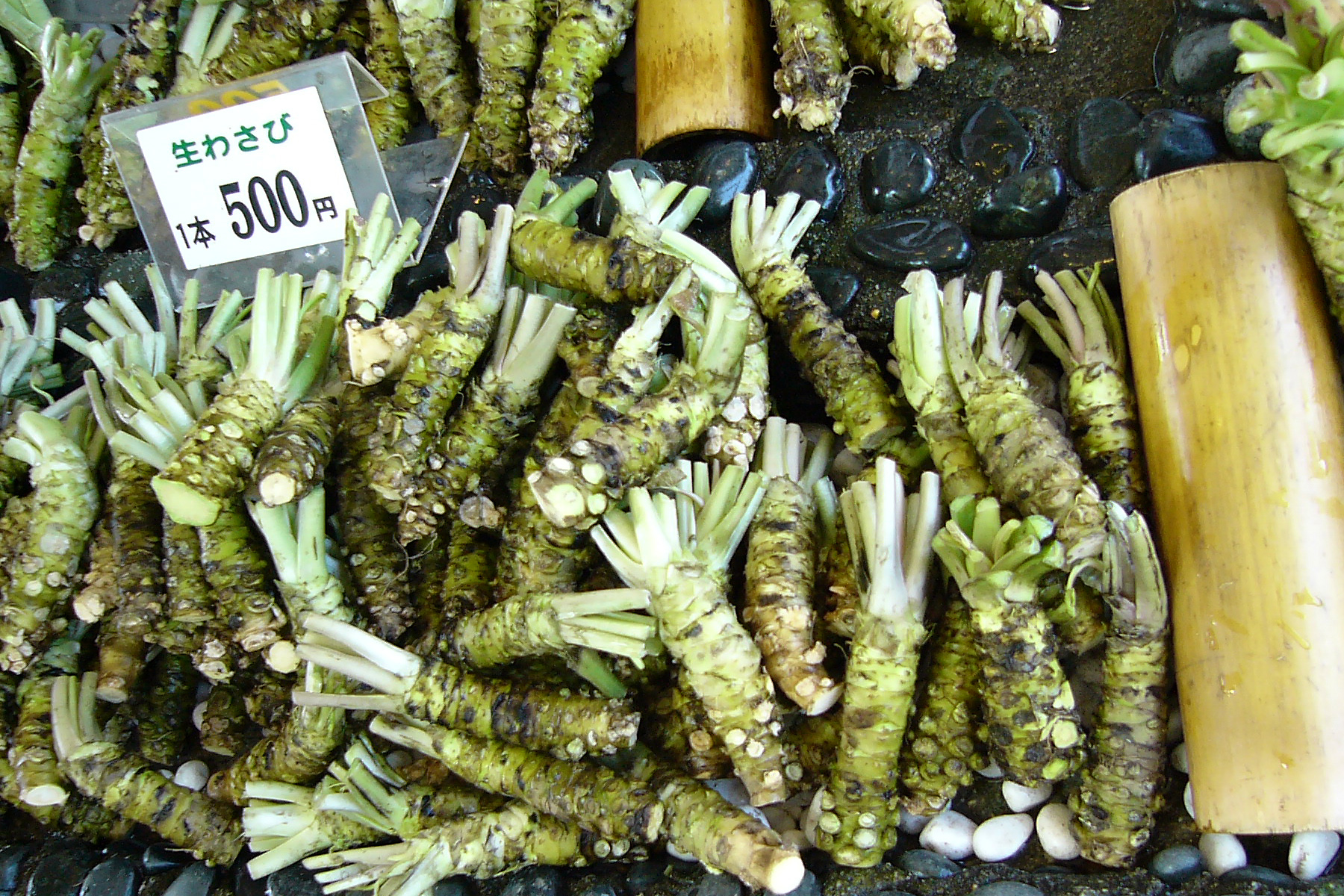
Rădăcini proaspete de wasabi de vânzare la Plantația de wasabi Daio, Azumino,  Prefectura Nagano, Japonia
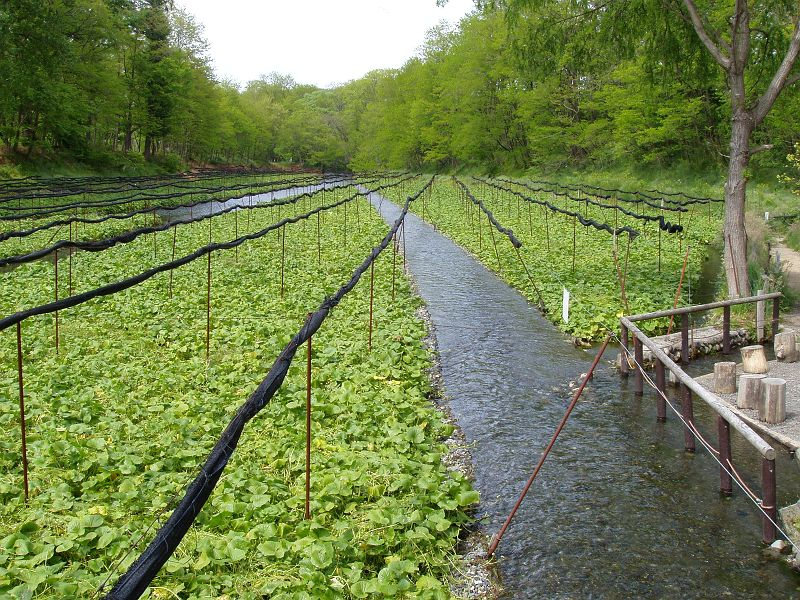
Locurile de cultivare pentru wasabi de la Azumino
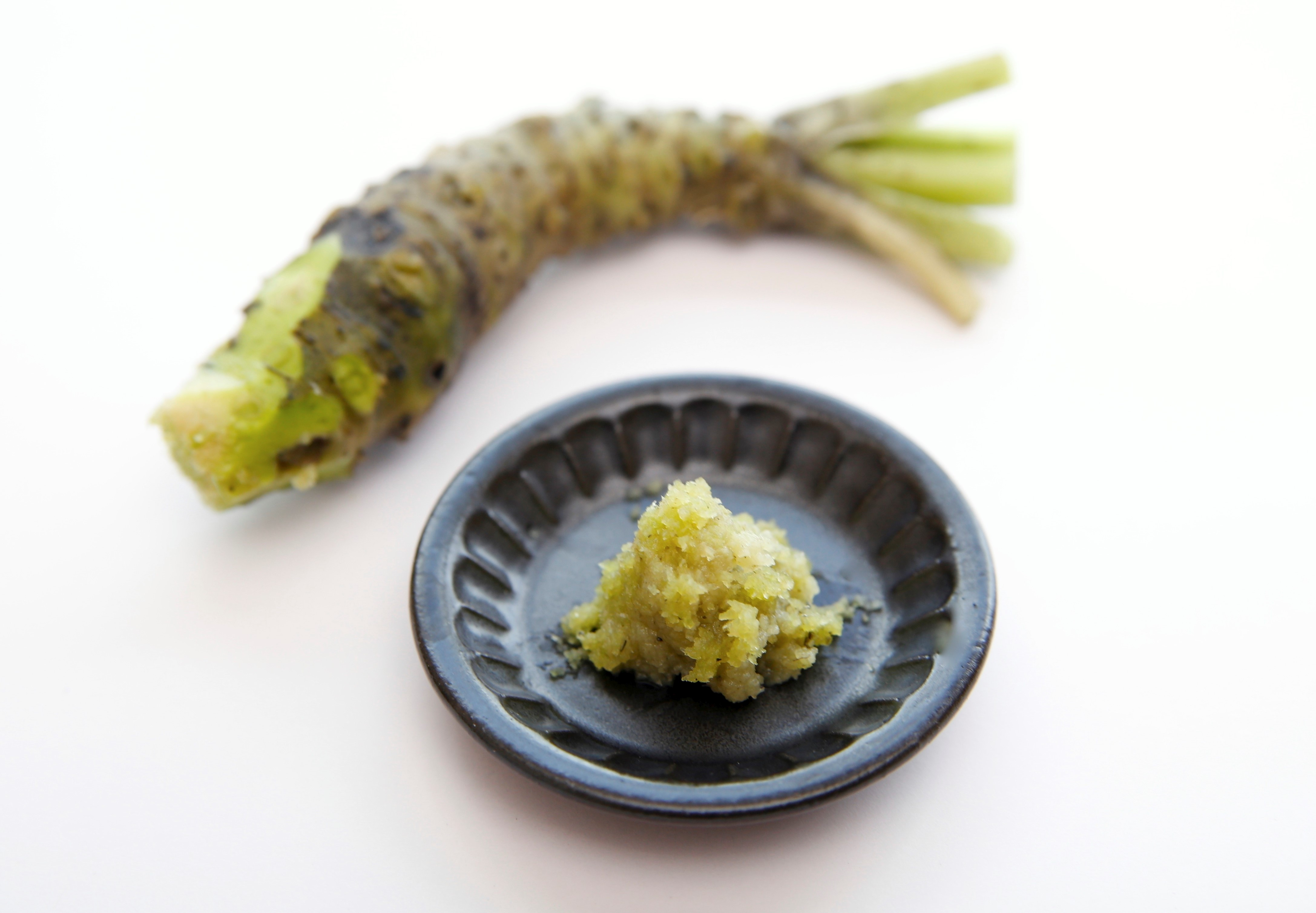
Wasabi sub formă de pastă, servit adesea în restaurantele de sushi

## Înlocuitorii
Wasabi este o plantă care, datorită condițiilor pretențioase în care crește, nu poate fi cultivat la scară industrială. Din cauza aceasta, cultivatorii săi nu pot satisface cererile de pe piață ceea ce face wasabiul deosebit de scump. Având acest preț ridicat, un înlocuitor des întâlnit este un amestec de hrean, muștar, amidon și colorant alimentar verde sau pudră de spanac. Cel mai adesea ambalajul este etichetat ca având wasabi, deși lista de ingrediente nu include nicio parte a plantei. Primul criteriu pe baz căruia sosul wasabi poate fi deosebit de înlocuitori este culoarea, pasta având culoarea verde din surse naturale. În Japonia, hreanul este cunoscut ca seiyō wasabi (西洋わさび, „wasabi vestic”).

## Cultivare

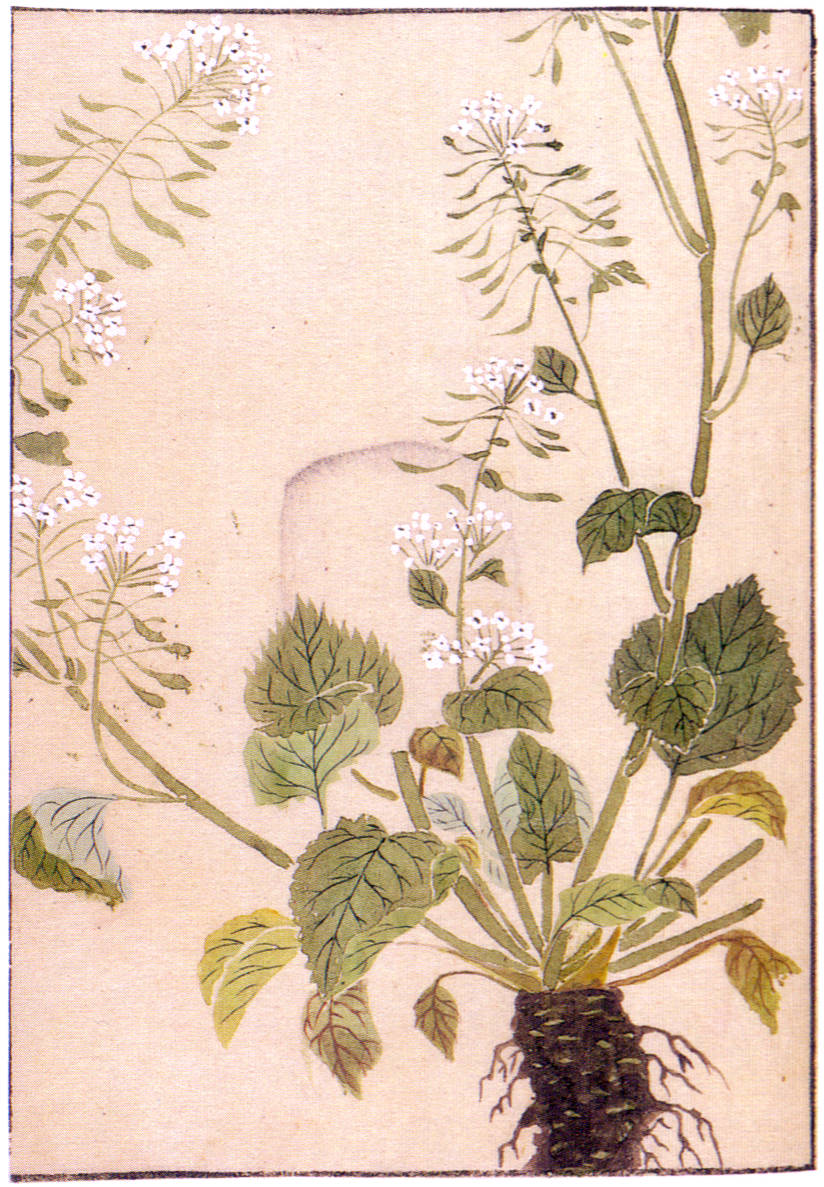
Desenul unei plante de wasabi publicat în 1828, realizat de Iwasaki Kanen

Există puține regiuni care sunt favorabile cultivării de wasabi la scară mai largă, iar cultivarea este greu de îndeplinit chiar și în condiții ideale. În Japonia, wasabi este cultivat în principal în următoarele regiuni: 
- Peninsula Izu, din prefectura Shizuoka
- Prefectura Nagano la Plantația de wasabi Daio din Azumino; este un important obiectiv turistic și cea mai mare plantație comercială de wasabi din lume.
- Prefectura Shimane
- Prefectura Yamanashi
- Prefectura Iwate

| Prefectură | Cultivat în apă | Cultivat în apă | Cultivat în sol | Cultivat în sol | Total   | Total   | Total   |
| ---------- | --------------- | --------------- | --------------- | --------------- | ------- | ------- | ------- |
| Prefectură | Tulpină         | Frunze          | Tulpină         | Frunze          | Tulpină | Frunze  | Total   |
| Shizuoka   | 295.1           | 638.2           | 4.5             | 232.3           | 299.6   | 870.5   | 1,170.1 |
| Nagano     | 316.8           | 739.2           | 7.2             | 16.8            | 324.0   | 756.0   | 1,080.0 |
| Iwate      | 8.8             | 1.5             | 2.4             | 620.5           | 11.2    | 622.0   | 633.2   |
| Shimane    | 2.4             | 10.1            | 9.0             | 113.0           | 11.4    | 123.1   | 134.5   |
| Ōita       | 0.5             | 8.9             | -               | 94.0            | 0.5     | 102.9   | 103.4   |
| Yamaguchi  | 2.5             | 2.2             | 22.5            | 54.2            | 25.0    | 56.4    | 81.4    |
| Altele     | 65.8            | 48.1            | 61.7            | 108.0           | 127.5   | 156.1   | 283.6   |
| Total      | 691.9           | 1,448.2         | 107.3           | 1,238.8         | 799.2   | 2,687.0 | 3,486.2 |

Există de asemenea numeroase sere în care planta este cultivată artificial de la prefectura nordică Hokkaidō până la Kyūshū, aflată în sud. Deoarece cererea de wasabi este foarte ridicată, Japonia este nevoită să importe mari cantități din Taiwan, Coreea, Israel, Thailanda și Noua Zeelandă. În lume există mici companii și ferme ce cultivă Wasabia japonica. Un cultivator din Marea Britanie, ce este presupus a fi singurul cultivator din Europa, crește Wasabi și în Dorset și Hampshire.

## Valori nutriționale
| Nutrient         | Unitate   | Valoare pentru 100 g |
| ---------------- | --------- | -------------------- |
| Apă              | g         | 31.7                 |
| Energie          | kJ (kcal) | 1222 (292)           |
| Proteine         | g         | 2.23                 |
| Lipide (grăsimi) | g         | 10.9                 |
| Carbohidrați     | g         | 46.13                |
| Fibre            | g         | 6.1                  |
| Zaharuri         | g         | 13.2                 |

## Preparare

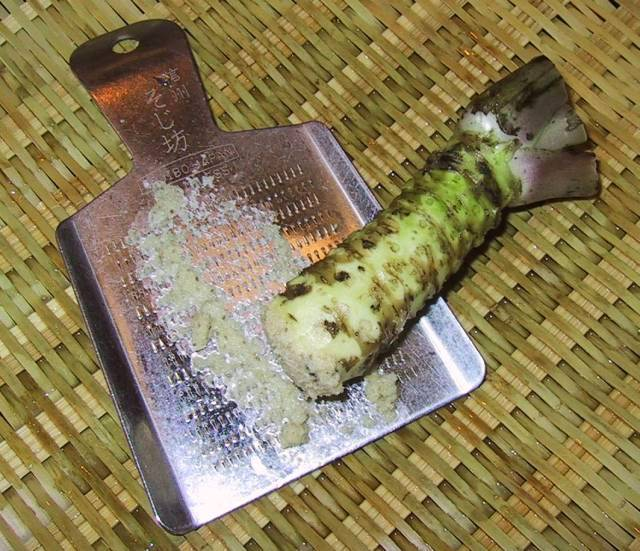
Wasabi

Rădăcina de wasabi este dată pe o răzătoare metalică numită oroshigane.